# Cellulózszigetelés
A cellulózszigetelés a lakóházak és egyéb célt szolgáló épületek minél hatékonyabb hőszigetelése. A cellulóz kiváló és gazdaságos szigetelőanyag, a legszélsőségesebb időjárási körülmények között is megállja a helyét. Alkalmazásának célja a takarékosság és a környezetvédelem, mivel az energiahordozók folyamatosan drágulnak.

## A cellulóz szigetelőanyag jellemzői
Hőszigetelés és hangszigetelés esetén használható építőanyag, befújt szigetelés. A felhasznált cellulóz anyag többnyire újrahasznosított újságpapírból készül, amelyet (egészségre nem káros) vegyszeres kezelésnek vetnek alá. A gyártási eljárás során a cellulózrostokat az újságpapírból darálási technikával kinyerik, majd az így kapott, könnyű állagú anyagot bórral és foszfáttal kezelik. Az eljárással elkészült anyag a speciális kivitelezési technológiának köszönhetően, alkalmas az épületek hőszigetelésre, kimagaslóan jó mutatókkal. A megfelelő eljárással készülő cellulóz szigetelőanyag nem tűzveszélyes, ellenáll a rágcsálóknak és a penésznek. A cellulóz szigetelőanyag zsákos formában kerül forgalomba.
Csak tanúsítvánnyal rendelkező cellulóz szigetelőanyag használata a javasolt, mert a nem megfelelő technológiával készült, rossz minőségű hamisítványok nem csak, hogy nem szigetelnek megfelelően, hanem akár tűzveszélyesek is lehetnek, hiszen a papír önmagában fokozottan gyúlékony.
Magyarországon a Climatizer Plus, az Isocell és a Thermofloc cellulóz szigetelőanyagok rendelkeznek minősített és ellenőrizhető gyártási technológiával, tanúsítványokkal (ISO 9001, ISO 14001, OHSAS 18001).
A cellulóz szigetelőanyag tehát
- környezetbarát,
- nem tűzveszélyes,
- ellenáll a rágcsálóknak,
- ellenáll a penésznek,
- jó hőszigetelő
- jó hangszigetelő.

## A cellulóz szigetelőanyag története
A cellulóz szigetelőanyag nem manapság felkapott divattermék. Gyártása több évtizedre nyúlik vissza. Észak-Amerikában kezdték meg az előállítását és az 1970-es évekre már szerte Kanadában és az USA északi részein elterjedt hőszigetelő anyagnak számított. Kanada északi részein sokszor nem ritka a -20, sőt -30 Celsius-fok alatti hőmérséklet, így fontos, hogy az épületeket a lehető leghatékonyabb módon szigeteljék. A cellulóz szigetelőanyag széleskörű elterjedése a térségben, bizonyítja a termék kiválóságát.

## Hőszigetelés a cellulóz szigetelőanyaggal
Ellentétben a közhiedelemmel, a cellulóz szigetelőanyag házilag történő elterítése a padláson ugyan lehetséges, de a szigetelés ebben a formában nem biztosítja a megfelelő hatékonyságot.
A cellulóz szigetelőanyagot ugyanis egy befújásos technológiával juttatják a szigetelendő felületre, amely lehet födém, tetősík vagy bármely üreges szerkezetű fal (például válaszfal). Egy erre alkalmas eszköz segítségével, amely szabályozni tudja az anyag és levegősűrűséget a kialakítandó szigetelésben, a cellulóz szigetelőanyagot egy, a padlásra vezetett cső segítségével juttatják a szigetelendő területre. Ezzel a technikával minimális bontással, minimális kosz mellett lehet egy átlagos családi ház teljes födémszigetelését akár egyetlen nap alatt elvégezni.
A szigetelőanyag bejuttatható a legapróbb területekre, résekbe is a szigetelendő felületen, ezáltal meggátolható a hő hidak kialakulása. A szigetelt felület hézagmentesen, egyenletesen szigetelésre kerül.  